# Bezirk Złoczów
Bezirk Złoczów  – dawny powiat (Bezirk) kraju koronnego Królestwo Galicji i Lodomerii, funkcjonujący w latach 1854–1867. Siedzibą starostwa było miasto Złoczów.

## Historia
Bezirk Złoczów utworzono w ramach reformy uwłaszczeniowej z okresu Wiosny Ludów (1848–1849), która likwidowała jurysdykcję właściciela ziemskiego nad poddanymi. W Galicji, dominium – jako podstawowa jednostka administracyjna i filar systemu feudalnego straciło rację bytu. Konieczne stało się zatem wprowadzenie nowego systemu administracyjnego, którego zręby powstały w latach 1851–1855. Nowy trójstopniowy podział administracyjny objął 21 cyrkułów (niem. Kreise), 179 małych powiatów (niem. Bezirke) i ponad 6000 gmin (niem. Gemeinde).
Bezirk Złoczów objął obszar o wielkości 8,7 mil², zamieszkany przez 28.808 ludzi i podzielony na 41 gmin katastralnych, w tym jedno miasto (Złoczów) i jedno miasteczko (Gołogóry). Wszedł w skład cyrkułu złoczowskiego, jako jeden z jego dziesięciu powiatów.
Po nadaniu Galicji autonomii oraz powołaniu samorządu gminnego i powiatowego w 1865 zlikwidowano cyrkuły (Kreise). Dotychczasowe małe powiaty (Bezirke) w liczbie 179, utrzymały się do 1867 roku, kiedy to w następstwie kolejnej reformy administracyjnej (23 stycznia 1867) zostały zastąpione przez 74 większych powiatów. Obszar zniesionego Bezirk Złoczów wszedł wtedy w całości w skład nowego powiatu złoczowskiego.

## Podział administracyjny (1854)
| Lp. | Gmina jednostkowa  | Powierzchnia | Ludność | Powiat w 1867 po zniesieniu |
| --- | ------------------ | ------------ | ------- | --------------------------- |
| 1   | Złoczów (M)        | 10611        | 4441    | złoczowski                  |
| 2   | Zarzecze           | 10611        | 203     | złoczowski                  |
| 3   | Zazule             | 10611        | 1209    | złoczowski                  |
| 4   | Woroniaki          | 10611        | 1368    | złoczowski                  |
| 5   | Folwarki           | 10611        | 574     | złoczowski                  |
| 6   | Bieniów            | 1040         | 156     | złoczowski                  |
| 7   | Horodyłów          | 1406         | 254     | złoczowski                  |
| 8   | Jelechowice        | 966          | 213     | złoczowski                  |
| 9   | Chilczyce          | 996          | 224     | złoczowski                  |
| 10  | Boniszyn           | 878          | 245     | złoczowski                  |
| 11  | Strutyn            | 1747         | 435     | złoczowski                  |
| 12  | Trościaniec Mały   | 5202         | 574     | złoczowski                  |
| 13  | Łuka               | 5202         | 308     | złoczowski                  |
| 14  | Kniaże             | 2938         | 773     | złoczowski                  |
| 15  | Poczapy            | 1536         | 544     | złoczowski                  |
| 16  | Ryków              | 2440         | 547     | złoczowski                  |
| 17  | Zarwanica          | 306          | 191     | złoczowski                  |
| 18  | Płuhów             | 3808         | 917     | złoczowski                  |
| 19  | Podlipce           | 2524         | 637     | złoczowski                  |
| 20  | Lackie Wielkie     | 2247         | 549     | złoczowski                  |
| 21  | Lackie Małe        | 1861         | 473     | złoczowski                  |
| 22  | Jasionowce         | 1823         | 432     | złoczowski                  |
| 23  | Zalesie            | 1397         | 737     | złoczowski                  |
| 24  | Remizowce          | 3324         | 1027    | złoczowski                  |
| 25  | Szpikłosy          | 1461         | 713     | złoczowski                  |
| 26  | Snowicz            | 4975         | 1320    | złoczowski                  |
| 27  | Czyżów             | 986          | 415     | złoczowski                  |
| 28  | Krasnosielce       | 976          | 288     | złoczowski                  |
| 29  | Uhorce             | 694          | 437     | złoczowski                  |
| 30  | Koropiec           | 2291         | 400     | złoczowski                  |
| 31  | Wicyń z Mereszówką | 3181         | 926     | złoczowski                  |
| 32  | Kropiwna           | 658          | 368     | złoczowski                  |
| 33  | Żuków              | 3455         | 564     | złoczowski                  |
| 34  | Bełzec             | 2979         | 1051    | złoczowski                  |
| 35  | Skwarzawa          | 3277         | 1336    | złoczowski                  |
| 36  | Gołogóry (M)       | 6965         | 2505    | złoczowski                  |
| 37  | Gołogórki          | 1635         | 196     | złoczowski                  |
| 38  | Ścianka            | 2999         | 400     | złoczowski                  |
| 39  | Majdan             | 1502         | 312     | złoczowski                  |
| 40  | Kondratów          | 552          | 314     | złoczowski                  |
| 41  | Zaszków            | 966          | 232     | złoczowski                  |

Objaśnienie:
(M) = miasto; (m) = miasteczko